# Faggot

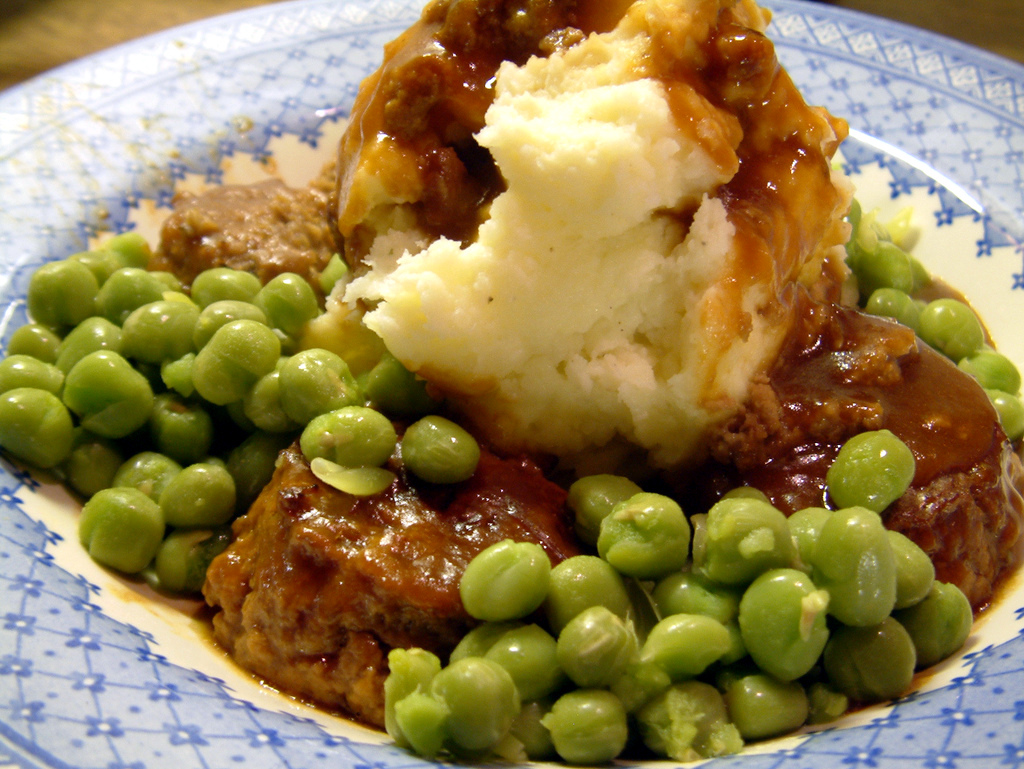
Plato de faggots con puré de patatas y guisantes

Un faggot es un tipo de albóndiga tradicional del Reino Unido, típico de la región Midlands del Oeste de Inglaterra. Se hace con carne sobrante del despiece y despojos, especialmente de cerdo. Un faggot se hace tradicionalmente con corazón, hígado y carne grasa de la panza o panceta picados, añadiendo hierbas para dar sabor y a veces pan rallado. A la mezcla se le da forma de bola a mano, se envuelve en redaño (el omento del abdomen del cerdo) y se cocina.

## Historia
La primera referencia escrita citada en el Oxford English Dictionary es de 1851, por Thomas Mayhew, aunque parece tratarse más de un plato similar a un calzone o empanada, con una envoltura exterior de redaño cubriendo un relleno de vísceras mezcladas de cerdo.
Este plato tuvo su mayor popularidad con el racionamiento de la Segunda Guerra Mundial, habiendo decaído desde entonces.

## Variantes

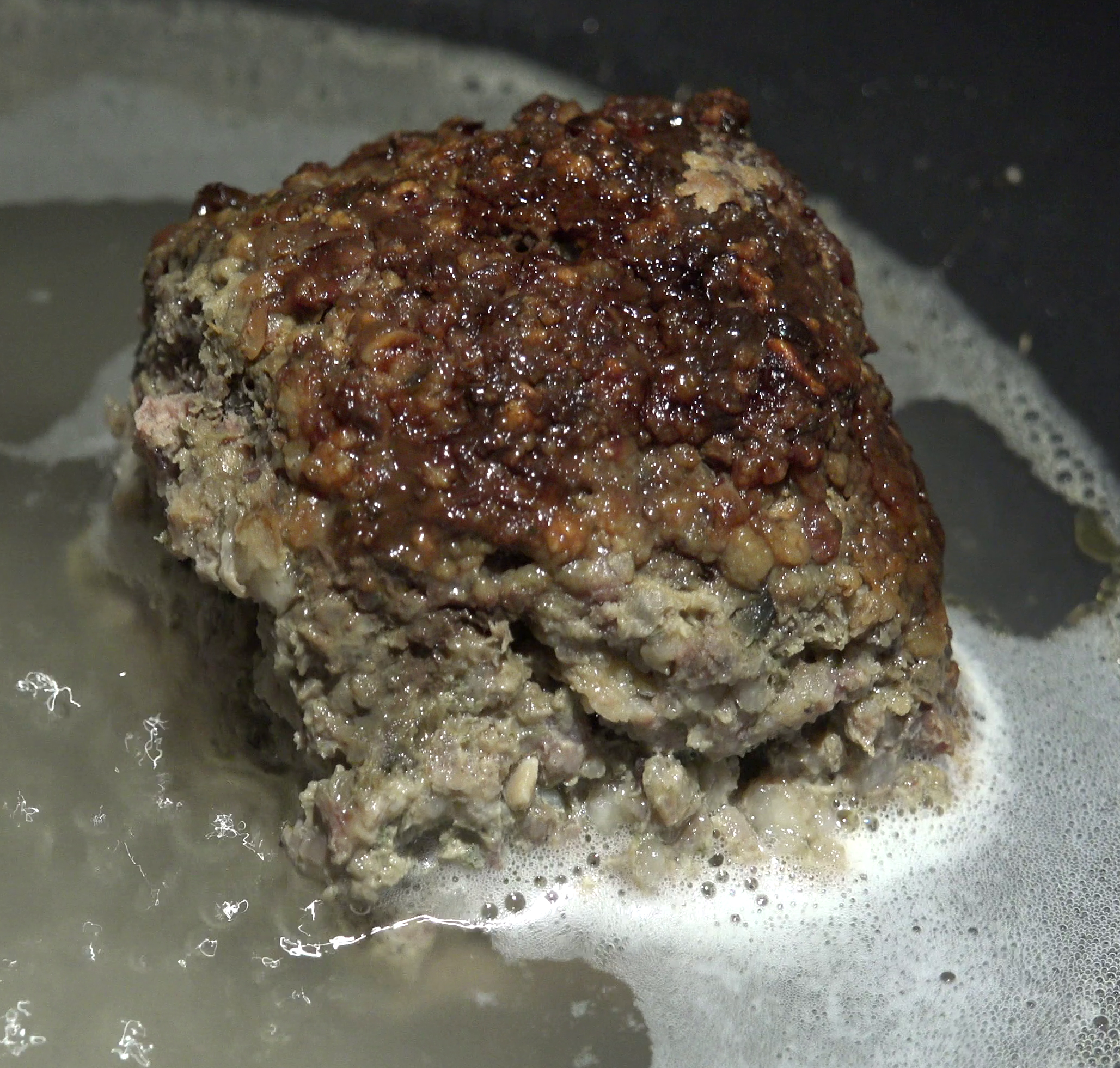
Un faggot de cerdo siendo cocinado (Gales)

Una variante del faggot es asadurilla de cerdo envuelta en redaño: se pican las asadurillas y cebolla cocida juntas, se mezclan con pan rallado o patata hervida fría y se condimenta con salvia, hierbas varias y pimienta, batiéndose la mezcla y envolviéndola en trozos pequeños de redaño para formar bolas, que se cuecen en el horno, sirviéndose frías.
Un plato popular es el faggots and peas, combinación frecuente en la región de Black Country de los Midlands Occidentales, especialmente desde la industrialización del siglo XVIII en adelante, pero también durante cientos de años anteriores. Sigue siendo frecuente ver pequeñas carnicerías de la zona vendiendo faggots hechos según su propia receta, a veces secreta, a precios económicos. Normalmente el faggot consiste en hígado y corazón de cerdo picados, envueltos en redaño, con cebolla y pan rallado. A menudo debe cocinarse en una cazuela de barro con gravy y servirse con guisantes y puré de patatas.
Los faggots son también llamados ducks (‘patos’) en los Midlands Occidentales, Yorkshire y Lancashire, y a menudo savoury ducks (‘patos sabrosos’).

## Faggotsindustriales
La marca comercial más conocida es Mr Brain's Faggots, un producto congelado disponible en el Reino Unido, elaborado con hígado y cebolla enrollados como albóndigas servidas en salsa. Estos faggots difieren significativamente de los tradicionales.